# Okręg wyborczy Shortland
Okręg wyborczy Shortland (ang. Division of Shortland) – jednomandatowy okręg wyborczy do Izby Reprezentantów Australii, położony w stanie Nowa Południowa Walia.
Pierwsze wybory odbyły się w nim w 1949, a jego patronem jest angielski oficer i odkrywca John Shortland (1769–1810).
Od 2016 posłem z tego okręgu był Pat Conroy z Australijskiej Partii Pracy.

## Lista posłów
Lista posłów z okręgu Shortland:
| okres urzędowania | poseł             | przynależność             |
| ----------------- | ----------------- | ------------------------- |
| 1949–1972         | Charles Griffiths | Australijska Partia Pracy |
| 1972–1998         | Peter Morris      | Australijska Partia Pracy |
| 1998–2016         | Jill Hall         | Australijska Partia Pracy |
| od 2016           | Pat Conroy        | Australijska Partia Pracy |